# Ivo Strigel

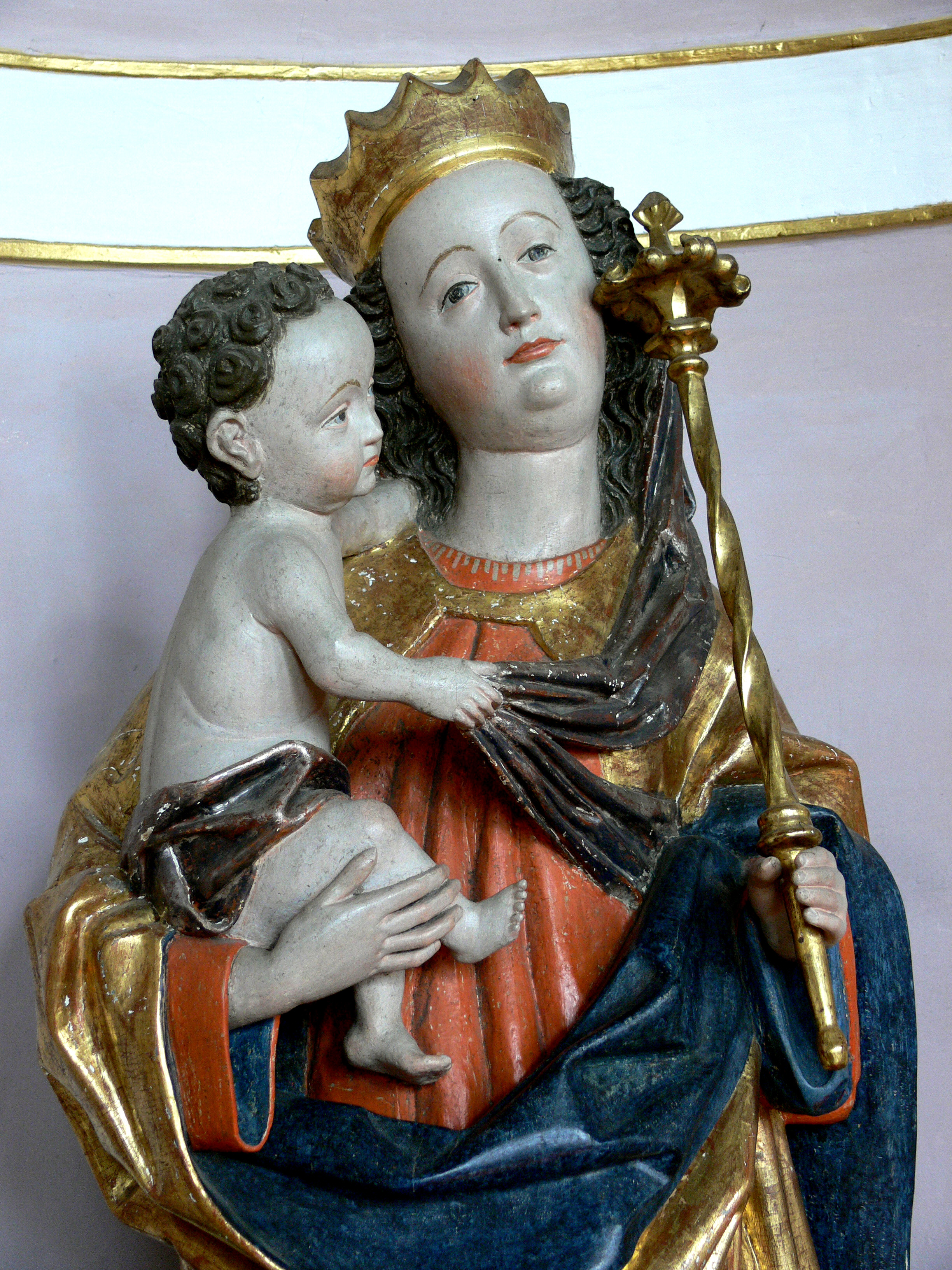
Ivo Strigel: Madonna, Pfarrkirche St. Oswald, Otterswang

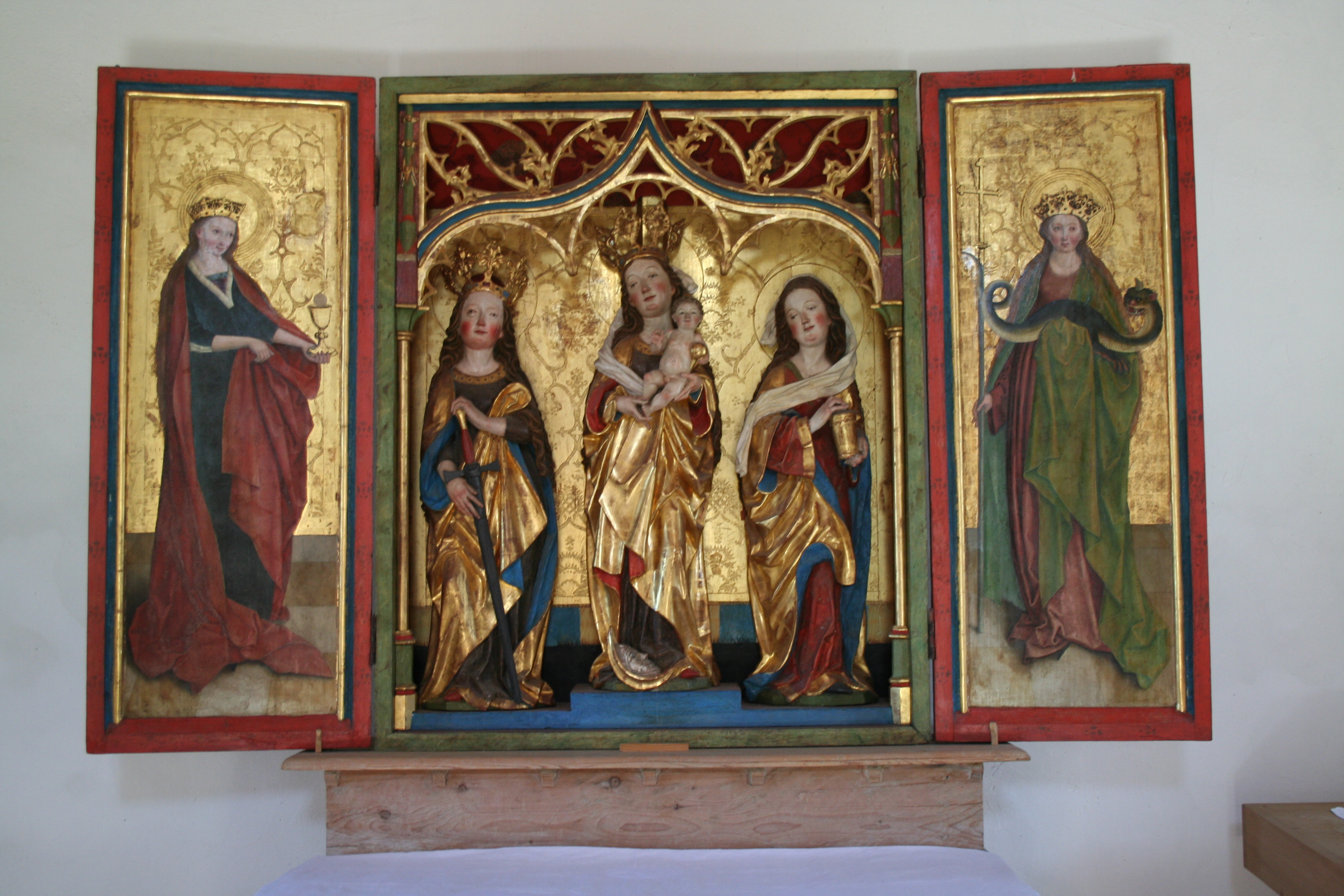
Der Strigel-Altar in der St.-Georgs-Kapelle (Obersaxen)

Ivo Strigel (* 1430; † 1516 in Memmingen; auch Yvo Strigel) war ein deutscher Bildhauer und Unternehmer aus der süddeutschen Künstlerfamilie Strigel. Er war ein Bruder von Hans Strigel dem Jüngeren und der Vater von Bernhard Strigel. Ivo Strigel war seit ca. 1480 der Inhaber einer Künstler-Werkstatt in Memmingen, die zahlreiche Altäre herstellte und diese in Süddeutschland, Tirol, Graubünden und im Tessin vertrieb.

## Werke im Bistum Chur
Dem Vorderrheintal entlang zogen im Schutze der kaisertreuen Benediktiner-Reichsabtei Disentis schon ottonische Kaiser über den 1914 m hohen Lukmanierpass nach Italien. Fast alle spätgotischen Flügelaltäre Graubündens wurden von schwäbischen Künstlern geschaffen; auch viele Werke Ivo Strigels sind darunter. In der Zeit zwischen 1450 und 1525 wurden in dem großen aber bevölkerungsarmen Bistum Chur, das mit Ausnahme des Puschlavs dem heutigen Kanton Graubünden entspricht, nahezu hundert spätgotische Kirchen gebaut. Aufgrund bischöflicher Visitationsberichte aus den Jahren 1623 bis 1643 lassen sich 90 Altäre belegen, die aus dem Schwabenland stammen. Ihre Zahl könnte noch größer sein, da in besagten Gebieten teilweise auch die Reformation stattfand und viele Altäre dem Bildersturm zum Opfer fielen. Im Mittelpunkt des Bildprogramms in Graubünden steht zumeist Maria die Gottesgebärerin, die durch ihren Sohn der Menschheit die Erlösung brachte. Sie überreicht meist dem kraftvollen Kind auf ihrem Arm den Apfel als Zeichen für die Erlösung der Menschheit aus ihrer sündigen Erdgebundenheit. Die Heiligen Sebastian und Rochus helfen gegen die Pest und sonstige im spätmittelalterlichen Graubünden verbreitete Seuchen. Im sorgenvollen Alltag der damals noch armen Bergdörfer geben Maria Magdalena, die erlöste Sünderin, Barbara, Margaretha, Katharina und Nikolaus ihre Unterstützung. Das Transportwesen durch Graubünden über die Pässe war streng organisiert. Rodgenossenschaften waren für den Zustand der Brücken und für den reibungslosen Ablauf des Warenhandels verantwortlich. Für die Stärkung der Glaubensgewissheit ist Johannes der Täufer dargestellt. Für die großen Handelshäuser der damaligen Zeit, der Vöhlin, Welser oder Fugger mit ihren Transportgesellschaften ist belegt, dass jene schweizerischen Gemeinden mit ihren Säumern und Fuhrleuten begünstigt und bevorzugt mit religiösen Gegenständen, wie Flügelaltäre und Madonnen ausgestattet wurden, die sicheres Geleit auf dem Handelsweg nach Italien geboten. Außerdem hoffte man dadurch auch himmlischen Beistand auf den beschwerlichen Reisen durch die unwegsamen Alpen zu erhalten.

## Schaffensphasen
Das Wirken der Werkstatt von Ivo Strigel wird in drei zeitliche Schaffensphasen unterteilt. In der ersten Phase vermutet man, dass Strigel noch selbst als Bildhauer tätig war. An dem Marienaltar der Pfarrkirche St. Johannes Baptista (Sogn Gions) in Disentis/Mustér steht rückseitig die Inschrift: „completum est hoc opus per magistrum Yvonum Strigel de Memmingen 1489“. An dieser Inschrift orientierten sich die Sachverständigen bei der Zuordnung der Flügelaltäre der ersten Phase. Die ausgeführten Werkstücke der zweiten Phase lassen den Schluss zu, dass die Memminger Werkstatt durch Aufträge überlastet war und auch in auswärtigen Werkstätten anfertigen ließ.
| 1. Phase (1486–1493)          | 2. Phase (1494–1505)                | 3. Phase (1506–1514)                            |
| ----------------------------- | ----------------------------------- | ----------------------------------------------- |
| St. Eusebius, Brigels         | Sta. Maria del Castello, Osogna     | St. Sebastian, Degen                            |
| Sogn Gions, Disentis/Mustér   | Sta. Croce Rotonda, Plurs           | S. Nicolao, Grono (heute Rätisches Museum Chur) |
| St. Georg, Obersaxen-Meierhof | St. Jakobus und Philippus, Morissen | Sta. Maria di Calanca, heute Basel              |

In der dritten Schaffensphase von 1506 bis 1514 entstand wieder ein für die Werkstatt verbindlicher Figurenstil. Christof Scheller übernahm ab 1506 die Strigel-Werkstatt.

## Werke (Auswahl)
- Flügelaltar 1489 für die Pfarrkirche in Disentis (Graubünden), signiert
- Memminger Altar, ein Flügelretabel aus der Werkstatt der Brüder Ivo Strigel und Hans Strigel dem Jüngeren (Signatur: fecit Claus Strigel 1500[1]) in der Frauenkirche (München)
- Herz-Jesu-Altar, fertiggestellt von Ivo Strigel 1505 im Kaiserdom St. Bartholomäus in Frankfurt am Main
- Calanca Altar, ein Flügelretabel aus der Werkstatt Ivo Strigel (Mitarbeit Christoph Zeller und andere), 1512, nun im Historischen Museum Basel[2]. Sehr gutes Erklärvideo dazu siehe[3]
- Flügelaltar in der Katholischen Pfarrkirche Son Giagl (Bivio), neu geweiht 1518; Ivo Strigel von Pöschel zugeschrieben.
- Flügelretabel in der Katholischen Pfarrkirche St. Calixtus, vor 1519 Ivo Strigel von Pöschel zugeschrieben.
- Vom Flügelretabel in der Pfarrkirche von Damüls in Vorarlberg befinden sich dort noch eine Krönungsgruppe der Maria und die Darstellung eines auferstandenen Christus, um 1505. Zwei Tafeln dieses Retabels mit Darstellungen der Hl. Katharina und der Hl. Barbara befinden sich in der Gemäldegalerie Berlin.[4]
- Zwei Tafeln eines Altarretabels aus der Nikolaikirche in Isny mit Darstellung der Hl. Katharina und der Hl. Barbara befinden sich heute im Dominikanermuseum in Rottweil. Die restlichen Tafeln gelten als verschollen.[5]

In seiner Heimatstadt Memmingen gibt es das Strigel-Museum, in dem zahlreiche Exponate von ihm und der Künstlerfamilie Strigel gezeigt werden. Jedoch sind leider nur noch in Graubünden vollständige Flügelretabel vorhanden.